# Arashi No.1 Ichigou: Arashi wa Arashi o Yobu!
Arashi No.1 Ichigou: Arashi wa Arashi o Yobu! es el primer álbum de estudio de la boy band japonesa Arashi que fue lanzado el 24 de enero de 2001. El álbum fue lanzado en dos ediciones una edición con un folleto de 32 páginas y una edición limitada con stickers y un deluxe box case.

## Información del álbum
El álbum contiene los sencillos "Arashi", tema musical del mini-drama de la banda V no Arashi, "Sunrise Nippon", "Typhoon Generation" y "Kansha Kangeki Ame Arashi".

## Ventas
El álbum debutó en el número de las listas Oricon con una venta inicial de 267.220 copias. Hasta la publicación de All the Best! 1999-2009 , el álbum permaneció cómo álbum más vendido del grupo con más ventas totales de 323.030 durante casi diez años.

## Lista de pistas
| CD  |                             |                           |                              |          |  |
| N.º | Título                      | Letras                    | Música                       | Duración |  |
| 1.  | «Introduction: Storm»       |                           | Masaya Suzuki (鈴木雅也?)    | 1:45     |  |
| 2.  | «Arashi»                    | J&T                       | Kōji Makaino (馬飼野康二?)   | 4:29     |  |
| 3.  | «Dangan Liner»              | Takeshi                   | Akira Tanimoto (谷本新?)     | 4:09     |  |
| 4.  | «Sunrise Nippon»            | F&T                       | Makaino                      | 4:45     |  |
| 5.  | «Sawarenai»                 | Masami Tozawa (戸沢暢美?) | Kenichi Shono (庄野賢一?)    | 4:44     |  |
| 6.  | «Kansha Kangeki Ame Arashi» | Tozawa                    | Makaino                      | 4:49     |  |
| 7.  | «Ai to Yuuki to Cherry Pie» | Tozawa                    | Masayuki Iwata (岩田雅之?)   | 5:18     |  |
| 8.  | «Deep na Bouken»            | Tozawa                    | Takehiko Iida (飯田建彦?)    | 4:37     |  |
| 9.  | «Helpless»                  | Yuuki Shiina (椎名祐生?)  | Zaki                         | 5:10     |  |
| 10. | «On Sunday»                 | Tozawa                    | Shigeki Moriyama (守山茂樹?) | 5:09     |  |
| 11. | «Yasei Wo Shiritai»         | Yōji Kubota (久保田洋司?) | Zaki                         | 4:33     |  |
| 12. | «Allergy»                   | Takeshi                   | Iwata                        | 4:05     |  |
| 13. | «Kokoro Chirari»            | Takeshi                   | Kazuhiro Hara (原一博?)      | 4:37     |  |
| 14. | «Typhoon Generation»        | Kubota                    | Makaino                      | 5:01     |  |

## Lanzamientos
| Región | Fecha                                          |
| ------ | ---------------------------------------------- |
| Japón  | 24 de enero de 2001 (24 años, 1 mes y 29 días) |
| Taiwán | 29 de enero de 2002 (23 años, 1 mes y 24 días) |